# Marko Stucin
Marko Stucin   (Ljubljana, 28 de maig de 1980) advocat i polític eslovè. És l'actual secretari d'Estat del Ministeri d'Afers Exteriors i Europeus.

## Educació
Štucin es va graduar a la Facultat de Dret de la Universitat de Ljubljana l'any 2006 amb una tesi sobre els valors socials al Tractat Constitucional per a Europa. Posteriorment, l'any 2011, va obtenir un màster en dret internacional, en l'assignatura Política exterior i de seguretat comuna de la Unió Europea.

## Carrera
Des del 2006 treballa com a diplomàtic de carrera al Ministeri d'Afers Exteriors. Al principi, treballava al Departament per a la Unió Europea, on s'encarregava de coordinar les posicions eslovenes a les reunions del Consell Europeu. Durant la primera presidència eslovena del Consell de la UE l'any 2008, va ser delegat nacional al grup de treball del Consell de la UE per a les sancions.
L'any 2009 va aconseguir una feina a l'Ambaixada de la República d'Eslovènia a Berlín, on s'encarregava dels temes europeus. Hi va treballar fins al 2013, any en què va passar a ser assessor del Director General d'Afers Bilaterals i de la UE del Ministeri d'Afers Exteriors. Durant aquest temps, va ser, entre altres coses, membre de diversos grups de treball internacionals.
Entre 2015 i 2022, va exercir com a ambaixador adjunt a l'Ambaixada de la República d'Eslovènia a La Haia. També va ser membre de la Comissió de Confidencialitat de l'OPAQ.

### Secretari d'Estat
L'1 de juny de 2022 , el govern de Robert Golob el va nomenar al càrrec de secretari d'Estat al Ministeri d'Afers Exteriors, encapçalat per Tanja Fajon. Allà és responsable dels afers europeus, el dret internacional i la protecció dels interessos.